# 托隆河畔帕鲁瓦
托隆河畔帕鲁瓦（法語：Paroy-sur-Tholon，法語發音：[paʁwa syʁ tɔlɔ̃]）是法国勃艮第-弗朗什-孔泰大区约讷省的一个市镇，属于欧塞尔区。

## 地理
托隆河畔帕鲁瓦（47°57'17"N, 3°22'23"E）面积4.21 平方千米，位于法国勃艮第-弗朗什-孔泰大區约讷省，该省份为法国中北部内陆省份，西接卢瓦雷省，西北接塞纳-马恩省，南至涅夫勒省，东临科多尔省，东北与奥布省接壤。
与托隆河畔帕鲁瓦接壤的市镇（或旧市镇、城区）包括：茹瓦尼、尚普莱、尚夫尔、蒙托隆。

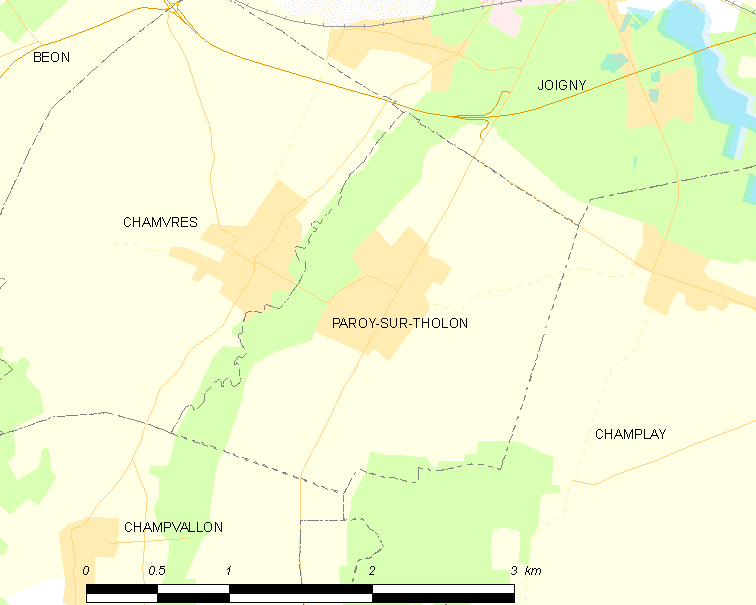
托隆河畔帕鲁瓦的OSM定位图

托隆河畔帕鲁瓦的时区为UTC+01:00、UTC+02:00（夏令时）。

## 行政
托隆河畔帕鲁瓦的邮政编码为89300，INSEE市镇编码为89289。

## 政治
托隆河畔帕鲁瓦所属的省级选区为沙尔尼-奥雷德皮赛县。

## 人口

1962-2008年间托隆河畔帕鲁瓦人口变化图示

托隆河畔帕鲁瓦于2022年1月1日时的人口数量为297人。